# Термічна деструкція
Термічна деструкція (рос. термическая деструкция, англ. thermal destruction) —
- 1. У загальній хімії — термін використовується у випадку, коли треба підкреслити, що на речовину не діють інші чинники, крім температури, яка не обов'язково має бути високою.
- 2. У хімічній кінетиці — розклад молекулярних частинок під дією температури.
- 3. У хімії полімерів — розпад полімера під дією температури.

Може відбуватись за двома механізмами: за законом випадку
(місця розриву ланцюга є випадковими) та за ланцюговим механізмом. Якщо термодеструкція відбувається в закритій системі за законом випадку, то зменшення ступеня полімеризації (Рn) з часом описується рівнянням: 
ln(1 – 1/Pnt) = ln(1 – 1/Pno)e– kt,
де Pnt та Pno — величини ступеня полімеризації відповідно в момент t та на початку реакції.